# Чемпіонат Європи з легкої атлетики в приміщенні 2000
Чемпіонат Європи з легкої атлетики в приміщенні 2000 відбувся 25-27 лютого у Генті в «Топспортхал Вландерен».
До програми змагань чемпіонату після 24-річної перерви повернулись естафетні дисципліни.

## Призери

### Чоловіки
| Дисципліни            | Золото                                                       | Золото  | Срібло                                                     | Срібло  | Бронза                                                         | Бронза  |
| --------------------- | ------------------------------------------------------------ | ------- | ---------------------------------------------------------- | ------- | -------------------------------------------------------------- | ------- |
| 60 метрів             | Джейсон Гарденер Велика Британія                             | 6,49 CR | Георгіос Теодорідіс Греція                                 | 6,51    | Ангелос Павлакакіс Греція                                      | 6,54    |
| 200 метрів            | Крістіан Малкольм Велика Британія                            | 20,54   | Патрік Стівенс Бельгія                                     | 20,70   | Джуліан Голдінг Велика Британія                                | 21,05   |
| 400 метрів            | Ілія Дживондов Болгарія                                      | 46,63   | Давід Каналь Іспанія                                       | 46,85   | Марк Ракіль Франція                                            | 47,28   |
| 800 метрів            | Юрій Борзаковський Росія                                     | 1.47,92 | Нільс Шуманн Німеччина                                     | 1.48,41 | Балаш Кораньї Угорщина                                         | 1.48,42 |
| 1500 метрів           | Хосе Антоніо Редолат Іспанія                                 | 3.40,51 | Джеймс Нолан Ірландія                                      | 3.41,59 | Мехді Баала Франція                                            | 3.42,27 |
| 3000 метрів           | Марк Керролл Ірландія                                        | 7.49,24 | Руй Сілва Португалія                                       | 7.49,70 | Джон Мейок Велика Британія                                     | 7.49,97 |
| 60 метрів з бар'єрами | Станіславс Оліярс Латвія                                     | 7,50    | Тоні Джарретт Велика Британія                              | 7,53    | Томаш Сцигачевський Польща                                     | 7,56    |
| 4×400 метрів          | ЧехіяІржі Мужик Ян Подебрадський Штепан Тесаржик Карел Блаха | 3.06,10 | НімеччинаІнго Шультц Рувен Фаллер Марко Краузе Ларс Фігура | 3.06,64 | УгорщинаПетер Ньїлаші Аттіла Кілвінгер Жетені Домбі Тібор Беді | 3.09,35 |
| Стрибки у висоту      | В'ячеслав Воронін Росія                                      | 2,34    | Мартін Бусс Німеччина                                      | 2,34    | Драгутін Топич Сербія та Чорногорія                            | 2,34    |
| Стрибки з жердиною    | Олександр Авербух Ізраїль                                    | 5,75    | Мартін Ерікссон Швеція                                     | 5,70    | Ренс Блом Нідерланди                                           | 5,60    |
| Стрибки у довжину     | Петар Дачев Болгарія                                         | 8,26    | Богдан Церуш Румунія                                       | 8,20    | Віталій Шкурлатов Росія                                        | 8,10    |
| Потрійний стрибок     | Чарльз Фрідек Німеччина                                      | 17,28   | Ростислав Дімітров Болгарія                                | 17,22   | Паоло Камоссі Італія                                           | 17,05   |
| Штовхання ядра        | Тімо Аалтонен Фінляндія                                      | 20,62   | Мануель Гутьєррес Іспанія                                  | 20,38   | Мирослав Менц Чехія                                            | 20,23   |
| Семиборство           | Томаш Дворжак Чехія                                          | 6424    | Роман Шебрле Чехія                                         | 6271    | Еркі Ноол Естонія                                              | 6200    |

### Жінки
| Дисципліни            | Золото                                                             | Золото  | Срібло                                                                  | Срібло  | Бронза                                                     | Бронза  |
| --------------------- | ------------------------------------------------------------------ | ------- | ----------------------------------------------------------------------- | ------- | ---------------------------------------------------------- | ------- |
| 60 метрів             | Екатеріні Тану Греція                                              | 7,05    | Петя Пендарева Болгарія                                                 | 7,11    | Ірина Пуха Україна                                         | 7,11    |
| 200 метрів            | Мюріель Юртіс Франція                                              | 23,06   | Аленка Бікар Словенія                                                   | 23,16   | Катерина Лєщова Росія                                      | 23,20   |
| 400 метрів            | Світлана Поспєлова Росія                                           | 51,66   | Наталія Назарова Росія                                                  | 51,69   | Гелена Фухсова Чехія                                       | 52,32   |
| 800 метрів            | Штефані Граф Австрія                                               | 1.59,70 | Наталія Циганова Росія                                                  | 2.00,17 | Сандра Сталс Бельгія                                       | 2.01,34 |
| 1500 метрів           | Віолета Секелі Румунія                                             | 4.12,82 | Ольга Кузнецова Росія                                                   | 4.13,45 | Юлія Косенкова Росія                                       | 4.13,60 |
| 3000 метрів           | Габріела Сабо Румунія                                              | 8.42,06 | Лідія Хоєцька Польща                                                    | 8.42,42 | Марта Домінгес Іспанія                                     | 8.44,08 |
| 60 метрів з бар'єрами | Лінда Ферга Франція                                                | 7,88    | Патрісія Жирар Франція                                                  | 7,98    | Олена Красовська Україна                                   | 8,03    |
| 4×400 метрів          | РосіяОлеся Зикіна Ірина Росіхіна Юлія Сотникова Світлана Поспєлова | 3.32,53 | ІталіяФранческа Карбоне Карла Барбаріно Патріция Спурі Вірна де Анджелі | 3.35,01 | РумуніяГеоргета Лазар Анца Шафта Отілія Руйчу Аліна Ріпану | 3.36,28 |
| Стрибки у висоту      | Кайса Бергквіст Швеція                                             | 2,00    | Зузана Главонова Чехія                                                  | 1,98    | Ольга Калітуріна Росія                                     | 1,96    |
| Стрибки з жердиною    | Павла Хамачкова Чехія                                              | 4,40    | Олена Белякова РосіяКрістіне Адамс Німеччина                            | 4,35    | не вручалась                                               |         |
| Стрибки у довжину     | Еріка Юханссон Швеція                                              | 6,89    | Хайке Дрехслер Німеччина                                                | 6,86    | Іва Пранджева Болгарія                                     | 6,80    |
| Потрійний стрибок     | Тетяна Лебедєва Росія                                              | 14,68   | Крістіна Ніколау Румунія                                                | 14,63   | Іва Пранджева Болгарія                                     | 14,63   |
| Штовхання ядра        | Лариса Пелешенко Росія                                             | 20,15   | Надін Кляйнерт Німеччина                                                | 19,23   | Астрід Кумбернусс Німеччина                                | 19,12   |
| П'ятиборство          | Карін Ертль Німеччина                                              | 4671    | Ірина Вострикова Росія                                                  | 4615    | Уршула Влодарчик Польща                                    | 4590    |

## Медальний залік
| Місце                | Країна               | Золото | Срібло | Бронза | Загалом |
| -------------------- | -------------------- | ------ | ------ | ------ | ------- |
| 1                    | Росія                | 6      | 5      | 4      | 15      |
| 2                    | Чехія                | 3      | 2      | 2      | 7       |
| 3                    | Німеччина            | 2      | 6      | 1      | 9       |
| 4                    | Болгарія             | 2      | 2      | 2      | 6       |
| 5                    | Румунія              | 2      | 2      | 1      | 5       |
| 6                    | Велика Британія      | 2      | 1      | 2      | 5       |
| 6                    | Франція              | 2      | 1      | 2      | 5       |
| 8                    | Швеція               | 2      | 1      | 0      | 3       |
| 9                    | Іспанія              | 1      | 2      | 1      | 4       |
| 10                   | Греція               | 1      | 1      | 1      | 3       |
| 11                   | Ірландія             | 1      | 1      | 0      | 2       |
| 12                   | Ізраїль              | 1      | 0      | 0      | 1       |
| 12                   | Австрія              | 1      | 0      | 0      | 1       |
| 12                   | Латвія               | 1      | 0      | 0      | 1       |
| 12                   | Фінляндія            | 1      | 0      | 0      | 1       |
| 16                   | Польща               | 0      | 1      | 2      | 3       |
| 17                   | Італія               | 0      | 1      | 1      | 2       |
| 17                   | Бельгія              | 0      | 1      | 1      | 2       |
| 19                   | Португалія           | 0      | 1      | 0      | 1       |
| 19                   | Словенія             | 0      | 1      | 0      | 1       |
| 21                   | Угорщина             | 0      | 0      | 2      | 2       |
| 21                   | Україна              | 0      | 0      | 2      | 2       |
| 23                   | Естонія              | 0      | 0      | 1      | 1       |
| 23                   | Нідерланди           | 0      | 0      | 1      | 1       |
| 23                   | Сербія та Чорногорія | 0      | 0      | 1      | 1       |
| Загалом (25 збірних) | Загалом (25 збірних) | 28     | 29     | 27     | 84      |

## Відео
- Фінал бігу на 60 метрів серед чоловіків на YouTube
- Фінал бігу на 3000 метрів серед чоловіків на YouTube

## Виступ українців
| Чоловіки (10) | Чоловіки (10)       | Чоловіки (10) | Чоловіки (10)    |
| Місце         | Атлет               | Дисципліна    | Результат        |
| ------------- | ------------------- | ------------- | ---------------- |
|               | Олексій Лукашевич   | довжина       | 8,02             |
|               | Роман Вірастюк      | ядро          | 20,07            |
|               | Костянтин Рурак     | 60 м          | 6,62             |
| пф            | Сергій Осович       | 200 м         | 21,27 (21,06)[a] |
| заб           | Анатолій Довгаль    | 60 м          | 6,77             |
| заб           | Віталій Сенів       | 60 м          | 7,01             |
| заб           | Дмитро Барановський | 3000 м        | 8.07,41          |
| кв            | Роман Щуренко       | довжина       | 7,73             |
| кв            | Сергій Ізмайлов     | потрійний     | 16,33            |
| —             | Олександр Багач     | ядро          | DQ[b]            |

| Жінки (11) | Жінки (11)          | Жінки (11) | Жінки (11)    |
| Місце      | Атлетка             | Дисципліна | Результат     |
| ---------- | ------------------- | ---------- | ------------- |
| 3          | Ірина Пуха          | 60 м       | 7,11          |
| 3          | Олена Красовська    | 60 м з/б   | 8,03          |
|            | Анжела Кравченко    | 60 м       | 7,14          |
|            | Олена Говорова      | потрійний  | 14,55         |
|            | Віта Паламар        | висота     | 1,92 (1,93)   |
|            | Олена Шеховцова     | довжина    | 6,56 (6,66)   |
| пф         | Олена Пастушенко    | 200 м      | 24,15 (23,89) |
| заб        | Оксана Гуськова     | 60 м       | 7,38          |
| кв         | Вікторія Вершиніна  | довжина    | 6,45          |
| кв         | Євгенія Ставчанська | потрійний  | 13,15         |
| кв         | Валентина Федюшина  | ядро       | 17,90         |

a  Тут і надалі у дужках вказаний більш високий результат, що був показаний на попередній стадії змагань (у забігу чи кваліфікації).

b  Олександр Багач виграв змагання зі штовхання ядра з результатом 21,18 м, проте згодом його результат був анульований через порушення ним антидопінгових правил.